# کولونیولا آی کولی
کولونیولا آی کولی (به ایتالیایی: Colognola ai Colli) یک کومونه در ایتالیا است که در استان ورونا واقع شده‌است. کولونیولا آی کولی ۲۰٫۸ کیلومتر مربع مساحت و ۷٬۸۹۵ نفر جمعیت دارد و ۸۰ متر بالاتر از سطح دریا واقع شده‌است.

## خواهرخوانده
شهرهای Colognola و Răcăciuni خواهرخوانده‌های کولونیولا آی کولی هستند.